# کاکس بازار صدار
کاکس بازار صدار (به لاتین: Cox's Bazar Sadar) یک منطقهٔ مسکونی در بنگلادش است که در ناحیه کاکس‌بازار واقع شده‌است. کاکس بازار صدار ۲۲۸٫۲۳ کیلومتر مربع مساحت و ۲۵۳٬۷۸۸ نفر جمعیت دارد.